# ヴァルター・ブルケルト
ヴァルター・ブルケルト（Walter Burkert, 1931年2月2日 - 2015年3月11日）は、ドイツの神話学者、宗教学者。

## 経歴
1931年、バイエルン州のノイエンデッテルザウ生まれ。1950年から1954年までエアランゲン＝ニュルンベルク大学とミュンヘン大学で古典文献学、古代史、古代哲学を学び、1955年にエアランゲン＝ニュルンベルク大学で博士号を取得した。
1957年にマリア・ボッシュと結婚し、のちラインハルト・アンドレア・コルネリウスの3人の子をもうけた。結婚後、1961年までエアランゲン大学で講座助手として働いたのち、教授資格を得て次の5年間は講師を務めた。1965年初頭から1年間はワシントンD.C.にあるギリシア研究センター (Center for Hellenic Studies) で特別研究員 (Junior Fellow) として働いた。1966年から1969年はベルリン工科大学の古典文献学教授、1968年にはハーバード大学の客員教授を務めた。1969年にチューリッヒ大学に移り、1996年まで古典文献学の教授として教えた。その間、1977年と1988年にはカリフォルニア大学の古代文学の客員教授、1982年にハーバード大学の講師も務め、1989年にはセント・アンドルーズ大学でギフォード講義を行なった。1986年から1988年までチューリッヒ大学哲学部の学部長の座にあり、1996年に引退すると同時に名誉教授となった。
ベルリン・ブランデンブルク科学アカデミーおよび欧州学術院の正会員であり、英国アカデミーおよびハイデルベルク学術アカデミー、ブラウンシュヴァイク学術協会、バイエルン学術アカデミー、オーストリア学術アカデミーの客員研究員であり、アメリカ哲学協会およびアメリカ芸術科学アカデミーの外国会員であり、ギリシア研究振興協会の名誉会員である。さらに5つの名誉博士号を授与された。

## 受賞・栄誉
- 1990年 バルザン賞
- 1999年 プール・ル・メリット勲章
- 2003年 ジークムント・フロイト賞
- 2008年 ドイツ連邦共和国功労勲章

## 研究内容・学術的業績
ブルケルト1960年代以降の詩人や歴史家、哲学者の著作と考古学・碑文研究における発見を現代的手法で関連させた宗教学に影響を受けた世代にあたる。儀礼と古代信仰の残存、宗教の核心に存在する儀礼的殺人、秘儀宗教、ギリシア宗教をより広いエーゲ海・中東に位置づけた、ヘレニズム世界におけるオリエント文化の受容などについての著書を出版している。

### 『ホモ・ネカーンス』・『ギリシア宗教』・『古代秘儀宗教』の三作
- ブルケルトは多くの著作を残したが、なかでも重要なのは古代ギリシアの宗教人類学の著作である『ホモ・ネカーンス』（1972年）、『ギリシア宗教』（1977年）、『古代秘儀宗教』（1982年の講義、1987年に出版）の3作で、いずれもギリシア宗教研究の基本書となっている。『ホモ・ネカーンス』は1981年にイタリア語訳が、続いて1983年に英語訳が出版された。今日では、『ホモ・ネカーンス』はギリシアにおける宗教概念の卓越した解説だとみなされている。日本語訳は2008年に出版された。
- 『ホモ・ネカーンス』英語訳の序文において、自らを「古代ギリシアのテクストから始めた文献学者であり、宗教現象に対して生物学的、心理学的、そして社会学的理解を探求している」と紹介している[1]。そして1972年時点のドイツ語読者に対してある意味革新的だった、神話・儀礼間の相互関係性（ジェームズ・フレイザーやケンブリッジ儀礼学派の影響）やジェーン・E・ハリソンの『テミス』[2]に見られるような機能主義、そしてギリシア宗教の行動学と社会的側面を解明するための構造主義的手法を利用したことが『ホモ・ネカーンス』の根底にある原則の一部であるとしている。ブルケルトは本書における起動力となったのは、暴力の不安定な現れに対して新たな洞察をもたらしたコンラート・ローレンツの『攻撃』であったと認めている。「本書は、ギリシア人にとって団結とは贖いを伴う聖犯罪を通して達成されるものだった、ということを議論している。古代宗教における動物供犠の奇妙な卓越性にしてみても、このことはもっとも経済的で、もっとも人間的な解釈であった」(p. xv)。第1章「殺す行為としての犠牲」で提示される諸々の結論は、続く諸章において行なわれる神話、祭儀、儀礼の個別分析によって補強される。そこにおいては、詩的創造と再創造 (re-creation) の役割は「可能な限り十全に伝統の力や効果と対峙するため」無視されているのである。ブルケルトは、「神」なる術語は依然として流動的だが、犠牲は「事実」なのだ、と結論付けている (p. xv)。

## 著作
- Homo Necans. Interpretationen altgriechischer Opferriten und Mythen. Berlin 1972. ISBN 3-11-003875-7
- Griechische Religion der archaischen und klassischen Epoche. Stuttgart 1977. ISBN 3-17-004345-5
- Structure and History in Greek Mythology and Ritual. Berkeley 1979. ISBN 0-520-04770-2
- Die orientalisierende Epoche in der griechischen Religion und Literatur. Heidelberg 1984. ISBN 3-533-03528-X
- Antike Mysterien, Funktionen und Gehalt. München 1987. ISBN 3-406-34259-0
- Klassisches Altertum und antikes Christentum. Berlin 1996. ISBN 3-11-015543-5
- Kulte des Altertums. Biologische Grundlagen der Religion. München 1998. ISBN 3-406-43355-3
- Die Griechen und der Orient. München 2004. ISBN 3-406-50247-4

### 日本語訳された著作
- 『ギリシャの神話と儀礼』橋本隆夫訳、リブロポート、1985年
- 『人はなぜ神を創りだすのか』松浦俊輔訳、青土社、1998年
- 『ホモ・ネカーンス 古代ギリシアの犠牲儀礼と神話』前野佳彦訳、法政大学出版局、2008年
- 「倫理学と動物行動学における罰と復讐」（『神話・伝説の成立とその展開の比較研究』の一章、葛西康徳訳、高志書院、2003年）